# 休·格兰特 (CEO)
休·格兰特（英語：Hugh Grant，1958年3月23日—）是一位苏格兰商人，是孟山都公司在被拜耳收购前的最后一任首席执行官（CEO）。